# Alcis sodorensium
Alcis sodorensium là một loài bướm đêm trong họ Geometridae.